# 29.ª Brigada Mixta (Ejército Popular de la República)
La 29.ª Brigada Mixta fue una unidad del Ejército Popular de la República creada durante la Guerra Civil Española. 

## Historial
La unidad fue creada en octubre de 1936 a partir de las fuerzas de la antigua columna «Cuevas», en la sierra de Guadarrama. Su primer comandante fue el capitán Eugenio Alonso Maraver, que poco después cedió el mando al mayor de milicias Dionisio Hortelano Hortelano. Como comisario político se nombró a Sergio Álvarez Ibáñez. La 29.ª Brigada Mixta fue asignada a la 2.ª División del I Cuerpo de Ejército, pasando a cubrir un sector del frente de la sierra de Guadarrama.
En mayo de 1937 participó en la ofensiva de Segovia; el 30 de mayo participó en asalto del Alto del León, que resultó fallido. Regresó a sus posiciones originales, no volviendo a participar en ninguna operación bélica durante el resto de la contienda.
Posteriormente serían comandantes los mayores de milicias Dionisio Hortelano y Raimundo Calvo.

## Mandos
Comandantes
- Comandante de infantería Eugenio Alonso Maraver;
- Mayor de milicias Dionisio Hortelano Hortelano;
- Mayor de milicias Raimundo Calvo Moreno;
- Mayor de milicias Félix Armada Benito;

Comisarios
- Sergio Álvarez Ibáñez, del PSOE
- Mariano Mayordomo Fernández, del PSOE